# La Opinión Nacional
La Opinión Nacional fue un periódico editado en Madrid entre 1868 y, al menos, 1870.

## Historia
Subtitulado «Diario político» y editado en Madrid, fue impreso primero en la Imprenta Española para más tarde hacerlo en una propia. Contaba con números de cuatro páginas de 0,565 x 0370 m. Su primer número apareció el 1 de diciembre de 1868, como continuación de La Opinión. El periódico, según recoge Eugenio Hartzenbusch e Hiriart, seguía publicándose al concluir el año 1870. De ideología monárquica constitucional, fue dirigido por Manuel Núñez de Prado. Entre sus redactores se encuentran Emilio Alcázar, Luis Barinaga y Corradi, Ramón Cros, Luis Loma y Corradi, Manuel Martos Rubio, Ramón María Moreno, Francisco Peréz de Echevarría y Calixto de Toledo.